# Tomás Guevara
Tomás Guevara Silva, né à Curicó en 1866 et mort en 1935, est un historien, anthropologue et ethnologue chilien, spécialisé dans l'étude du peuple mapuche.

## Ouvrages
- Historia de Curicó. 1890
- Costumbres judiciales i enseñanza de los araucanos, Imprenta Cervantes, Santiago, 1904
- El libro "Raza Chilena" i sus referencias sobre el sur, Alemana, Temuco, 1905
- Psicolojía del pueblo araucano, Imprenta Cervantes, Santiago, Chile, 1908
- Los araucanos en la revolución de independencia, Imprenta Cervantes, Santiago, 1908
- Folklore Araucano, Imprenta Cervantes, Santiago, 1911
- Las últimas familias i costumbres araucanas, Imprenta Barcelona, Santiago, 1913
- La mentalidad araucana, Imprenta Barcelona, Santiago, 1916
- La etnología araucana en el poema de Ercilla, Imprenta Barcelona, Santiago, 1918
- Historia de la justicia araucana, Santiago, 1922
- Historia de Chile: Chile prehispano, Balcells, Santiago, 1925-1927